# Juan Luis Giménez
Juan Luis Giménez Muñoz (Francia, 28 de mayo de 1959) es un cantante, guitarrista, compositor y productor, conocido por haber sido miembro del grupo español Presuntos Implicados. También destacan sus discos en solitario con el nombre de Logan.

## Primeros años
Hijo de Rufino y Soledad, emigrantes españoles, pasa su infancia en París y habita en una zona céntrica de la misma. A la edad de tres años nace su hermana María Soledad (Sole Giménez) y la familia se traslada a Fontenay-aux-Roses, localidad situada en las afueras de París, donde la familia reside hasta el verano de 1968. En esa fecha regresan a España, concretamente a Yecla (Murcia) de donde sus padres son originarios. Cuando Juan Luis tiene catorce años nace José Manuel, su último hermano.
En Yecla estudia en el Colegio de San Francisco y, posteriormente, en el Instituto de Enseñanza Media Azorín.

## Comienzos en la música
A la edad de quince años recibe el regalo de una guitarra por su cumpleaños. Hasta entonces Juan Luis, que escucha música con asiduidad, se relaciona con esta a través del coro de la escolanía de la Basílica de la Purísima, del que forma parte desde los doce años. Comienza así una afición desmedida por la música y por la guitarra. Toma algunas clases y pronto supera a Matilde, su maestra, pasando a tocar la guitarra para el coro de la Iglesia del Niño. Junto a algunos amigos interpreta, en garajes y trasteros, versiones de Carlos Santana, Eric Clapton, Jimi Hendrix o Deep Purple, entre otros. Con este repertorio alguna vez se suben a un escenario en las fiestas de la ciudad o hacen una breve actuación en las discotecas de la zona.
En 1978, a la edad de 18 años, se traslada a Valencia, donde cursa los estudios de economía que acabará en 1983. Durante este tiempo, sigue musicalmente vinculado con Yecla y nunca llega a introducirse en el circuito artístico de Valencia.
En ese año, junto a algunos amigos y su hermana Sole como una de las vocalistas, forman Arabí, grupo de folk. Su intención es darse a conocer en el Festival Folk de San Pedro del Pinatar, siendo terceros en el certamen de ese mismo año. Poco después el grupo se deshace.
En 1979 entra como guitarra solista en Brasa, grupo de rock progresivo de la vecina ciudad de Villena. Este estilo musical es más afín a sus gustos. Con ellos realizará algunos conciertos por la zona. Al mismo tiempo, Juan Luis empieza a crear sus propias composiciones que no encajan con la densidad y longitud de los temas de Brasa.

## Presuntos Implicados
Esto le lleva con el paso del tiempo a crear su propia banda, Presuntos Implicados, en 1983, con la ayuda de músicos de la zona. Entre ellos hay componentes de Brasa, de Villena, y de la Orquesta En Forma, de Yecla, llegando a ser una formación de once músicos.
El grupo se presenta al concurso Don Domingo de Radio Nacional de España y gana la edición de ese mismo año. Gracias a ello graban sus primeros temas en el recopilatorio del concurso, En el transistor.
Presuntos Implicados se convierte tras varios años y varios cambios de formación, en uno de los grupos más importantes e internacionales de la música española. Juan Luis, junto a Sole y Nacho Mañó, llega a lo más alto de las listas de ventas en la década de los 90 y recorre casi una veintena de países especialmente los de habla hispana. La banda gana una multitud de discos de Oro y Platino, así como tres Premios Ondas varios Premios de la Música y nominaciones a los Grammy.
Desde 2008, tras el abandono de Sole Giménez, el puesto de cantante lo ocupa Lydia Rodríguez.

## Voodoo Child
En 1992, Juan Luis forma la banda de rock Voodoo Child, con el pseudónimo Wah Wah Giménez. Es un homenaje a Jimi Hendrix, uno de sus guitarristas favoritos. Graban en Londres un disco homónimo y recorren las principales ciudades de España dando conciertos en pequeñas salas.

## Juan Luis Giménez en solitario
Esta etapa se inicia en 1999 con el álbum Historias de un acompañante y continúa en 2000 con Fe. Juan Luis da salida en estos trabajos a su prolífica creatividad entre los espaciados lanzamientos de los discos de Presuntos Implicados. Ambos discos se presentan en directo en varias ciudades de España.

## Antídoto
En 2003, con el nombre Gim-X, y junto a Salva Ortiz, forma Antídoto, experimento que mezcla el funk y la música electrónica. Editan un CD single físico Funky Free y más tarde un álbum Antipop, que estuvo a la venta en internet bajo el sello Onmusicplay.

## Logan
En 2003 da un giro a su faceta de solista y con el pseudónimo de Logan (nombre rescatado de la película La fuga de Logan) publica Música Avanzada. En un principio, el disco aparece sin vinculaciones con el nombre de Juan Luis, con el objetivo de que el público se acerque a él sin prejuicios. De Música Avanzada se extraen como sencillos Veranos cortos y Sin respiración. Empieza a grabarse a principios de 2002 con intercambios de Paco Serén y Alfonso Román, de Los Piratas, Salva Ortiz y Santi Navalón (músicos de la banda de Presuntos Implicados) y Javier Vela, de Girasoules.

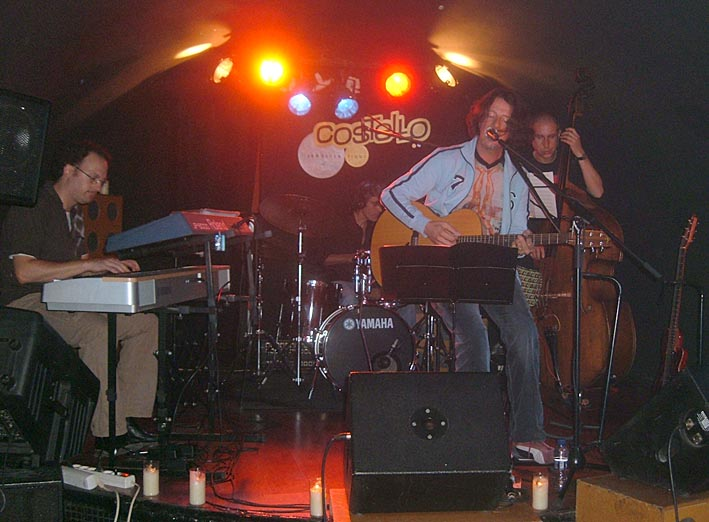
Logan en la sala Costello, Madrid, 12 de julio de 2007

En Música Avanzada Juan Luis da rienda suelta a la faceta más íntima y profunda del artista en una música más electrónica que en sus previos álbumes en solitario. Se convierte en uno de los discos de música alternativa más importantes del año para la crítica especializada. El País de la Tentaciones lo nombra disco del año.
A este disco le seguirá Lúmina en 2005. Este disco toca el tema de la espiritualidad. El primer sencillo es Busco la luz. Lúmina fue elegido como el mejor disco del año 2005 en el programa de Radio 3, Siglo 21.
En 2007 se edita Fémina, álbum conceptual sobre la mujer en sus diferentes facetas. Cuenta con la colaboración de artistas femeninas (Christina Rosenvinge, Conchita o Tere Núñez) en algunas de sus canciones. El sencillo extraído de este disco es La física de una mujer, cantado a dúo con Elma Sambeat. Este es el primer trabajo de Logan que se presenta en directo, primero en el festival Sónar de Barcelona y después en conciertos en Valencia y Madrid.
La última producción de Logan es Nuntius, publicado en 2009. Se compone de versiones de algunos de los temas favoritos de Juan Luis, pasados por el estilo de Logan. Bandas como Camel, Yes o Pink Floyd y artistas como Peter Gabriel y David Sylvian están presentes en el repertorio de Nuntius. Acompaña al CD un libro, con una historia escrita también por Juan Luis.

## Colaboraciones
Como músico ha colaborado con multitud de artistas, entre otros: Diego Vasallo, Ketama, Armando Manzanero, Hilario Camacho, Los Piratas, Conchita, Christina Rosenvinge, Efecto Mariposa, Claudio Baglioni, Girasoules, La Rabia del Milenio, Lydia, Buen Color, Umberto Tozzi y Mara Barros.
Colabora en el programa 'A vivir que son dos días' de la Cadena SER comentando canciones que le han marcado y que recrea durante unos segundos para posteriormente fusionar su versión con la original.

## Productor
En su faceta como productor ha colaborado con multitud artistas, obteniendo grandes éxitos y descubriendo artistas de gran talla. También ha creado el sello discográfico MusicquariuM para el apoyo y la producción de nuevos artistas, como Patricio B y El Ahora.

## Discografía como músico

### Presuntos Implicados
- Danzad, Danzad Malditos (1985)
- De Sol a Sol (1987) (reeditado en 1990)
- Alma de blues (1989) (triple disco de platino)
- Ser de agua (1991) (quíntuple disco de platino y Premio Ondas)
- El pan y la sal (1994) (doble disco de platino y dos Premios Ondas)
- La Noche (1995) (doble disco de platino)
- Siete (1997) (disco de platino)
- Versión Original (1999) (doble disco de platino, Premio Amigo y nominado a los Grammy)
- Gente (2002) (disco de platino, Premio de la Música y nominado a un Grammy)
- Grandes Éxitos: Selección Natural (2003)
- Selección Inédita (2003)
- Postales (2005)
- Todas las Flores: La Colección Definitiva (2006)
- Será (2007) (Nominado a un Grammy)
- "Banda sonora"
- "La noche 2 desde la Ciudad de México" (2013/2014)

### Voodoo Child
- Voodoo Child (1992)

### Juan Luis Giménez
- Historias de un acompañante (1999)
- Fe (2000)

### Antídoto
- Funky Free (2003)
- Antipop (2004)

### Logan
- Música avanzada (2003)
- Lúmina (2005)
- Fémina (2007)
- Nuntius (2009)

## Listado de producciones
Presuntos Implicados
- Alma de blues (1998)
- Ser de agua (1991)
- El pan y la sal (1994)
- La Noche (1995)
- Siete (1997)
- Versión Original (1999)
- Gente (2002)
- Postales (2005)
- Será (2007)

Voodoo Child
- Voodoo Child (1992)

Cristina Rosenvinge
- Que me parta un rayo (1993) (disco de oro en España, platino en Chile)

Los Piratas
- Poligamia (1993)
- Manual para los fieles (1996)
- Fin de la primera parte (1998) (disco de oro)
- Ultrasónica (2001) (disco de oro)

Los Girasoules
- Cuestión de suerte (1998) (disco de platino en Puerto Rico)

Lydia
- Cien veces al día (1998) (disco de oro)

Lydia - Buen Color
- Especial de Navidad (1999)

La Rabia del Milenio
- Instintos Naturales (2000)

Umberto Tozzi
- Grandes éxitos (2001) (disco de platino, regrabación de Gloria y Tú)

Efecto Mariposa
- Efecto Mariposa (2001) (disco de platino)

Mara
- Dímelo tú (2003)

Juan Luis Giménez
- Historias de un acompañante (1999)
- Fe (2000)

Claudio Baglioni
- Todo Baglioni-Grandes éxitos (2005) (disco de oro, regrabación de Y tú y Sábado por la tarde)

Logan
- Música avanzada (2003)
- Lúmina (2005)
- Fémina (2007)
- Nuntius (2009)

Conchita
- Nada más (2007) (disco de platino)
- 4000 palabras (2009)

Sandoval
- A quien tú decidiste amar (2009)

Patricio B
- El beso (2010)

El Ahora
- El Ahora (2011)

Ester Casanova
- Ingravidez (2013)

Doce Lamentos
Laberinto, (2012) (lanzado el 1 de noviembre de 2012; productor: Juan Luis Giménez; mezclador ingeniería: Manuel Tomás; presentando a Aurora Beltrán)